# Dendouga
Dendouga é uma vila na comuna de El M'Ghair, no distrito de El M'Ghair, província de El Oued, Argélia. A vila está a 5 quilômetros (3,1 milhas) a leste da cidade de El M'Ghair, ao qual está ligada por uma estrada local.